# Ner Tamid (Fear the Walking Dead)
«Ner Tamid» —título original en inglés y español— es el décimo segundo episodio de la quinta temporada de la serie de televisión posapocalíptica, horror Fear the Walking Dead. Se estrenó el 1 de septiembre de 2019. Estuvo dirigido por Michael E. Satrazemis y en el guion estuvo a cargo de Andrew Chambliss y Ian Goldberg.

## Trama
Decepcionado porque aún no ha encontrado un nuevo refugio, Charlie se escapa del grupo y termina en una sinagoga. Allí es salvada por el rabino Jacob Kessner, quien le ofrece una posada para pasar la noche. Después de estrechar la mano con la reparación de una luz, Charlie piensa que pueden reforzar la capilla y crear una nueva área segura para el grupo.
Llegan John y June, quienes dicen que no funcionará porque es demasiado pequeño y carece de suministro de agua. Charlie tiene que abandonar la idea cuando los caminantes invadan y destruyan el templo, obligandolos a todos a huir.
Mientras tanto, algunos miembros de la tripulación de Logan descubren la ubicación de la caravana y persiguen a Sarah y Dwight, que están en el camión petrolero. Finalmente se quedan sin combustible, pero el grupo de Logan sorprendentemente se va sin conflicto. Sarah se siente aliviada, pero Dwight se pregunta si fue una trampa. En otra parte, Logan llega a los campos petrolíferos, habiendo descubierto la ubicación a través de las cintas de Althea.

## Recepción
"Ner Tamid" recibió críticas negativas. Actualmente tiene una calificación negativa del 36% con una calificación promedio de 4.75/10 sobre 14 en el agregador de reseñas Rotten Tomatoes. El consenso de los críticos dice: "Serpenteante y repleto de momentos que ponen a prueba la credulidad, 'Ner Tamid' mantiene el impulso narrativo de la temporada frustrantemente atascado en neutral, aunque encuentra algunas notas de gracia en una descripción matizada del judaísmo".
En su reseña, Liam Mathews de TV Guide escribió: "Cada episodio de Fear the Walking Dead tiene algo que nunca pensaste que verías".  Sin embargo, Erik Kain de Forbes fue negativo sobre el episodio y escribió : "Todo es artificial. Probablemente podría reducir los 12 episodios completos que hemos visto hasta ahora en dos y no perder nada".

### Calificaciones
El episodio fue visto por 1,14 millones de espectadores en los Estados Unidos en su fecha de emisión original, debajo del episodios anterior.